# Certallum
Certallum is een kevergeslacht uit de familie van de boktorren (Cerambycidae). De wetenschappelijke naam van het geslacht werd voor het eerst geldig gepubliceerd in 1821 door Dejean.

## Soorten
Certallum is monotypisch en omvat slechts de volgende soort:
- Certallum thoracicum Sharp, 1880